# Jeux Olympiques de Tokyo 2020 - le jeu vidéo officiel
Jeux Olympiques de Tokyo 2020 - le jeu vidéo officiel est un jeu vidéo de sports, développé et édité par Sega. Le jeu est initialement sorti au Japon sur Nintendo Switch et PlayStation 4 le 24 juillet 2019. Cependant, en raison de la pandémie de COVID-19 qui a retardé les Jeux olympiques d'été de 2020 à Tokyo, le jeu n'est sorti en dehors du Japon qu'en juin 2021, date à laquelle il est également sorti sur PC, Stadia et Xbox One.

## Système de jeu
Jeux Olympiques de Tokyo 2020 - le jeu vidéo officiel est un jeu de sports orienté arcade. Le jeu propose diverses épreuves sportives en lien avec les Jeux olympiques d'été de 2020. Quatre sports supplémentaires sont ajoutés en tant que mises à jour gratuites à la suite du lancement.
Le joueur peut personnaliser un avatar et choisir la nation qu'il souhaite représenter parmi une liste de 80 pays.
Les performances du personnage jouable s'améliorent au fur et à mesure qu'il participe aux 18 épreuves et remporte des médailles.

## Accueil
- Jeuxvideo.com : 13/20[3]
- Gamekult : 6/10[5]